# イリアーノ
イリアーノ（伊: Igliano）は、イタリア共和国ピエモンテ州クーネオ県にある、人口約100人の基礎自治体（コムーネ）。

## 地理

### 位置・広がり

#### 隣接コムーネ
隣接するコムーネは以下の通り。
- カステッリーノ・ターナロ
- マルサリーア
- ムラッツァーノ
- ロアーショ
- トッレジーナ

#### 地震分類
イタリアの地震リスク階級 (it) では、4 
に分類される。

## 行政

### 分離集落
イリアーノには、以下の分離集落（フラツィオーネ）がある。
- Capoluogo, San Luigi, Langa